# Książę Dorset
Hrabiowie Dorset 1. kreacji (parostwo Anglii)
- 1070–1099: Osmund de Sees, 1. hrabia Dorset

Hrabiowie Dorset 2. kreacji (parostwo Anglii)
- 1411–1426: Thomas Beaufort, 1. hrabia Dorset

Hrabiowie Dorset 3. kreacji (parostwo Anglii)
- patrz: markizowie Dorset 2. kreacji

Hrabiowie Dorset 4. kreacji (parostwo Anglii)
- 1604–1608: Thomas Sackville, 1. hrabia Dorset
- 1608–1609: Robert Sackville, 2. hrabia Dorset
- 1609–1624: Richard Sackville, 3. hrabia Dorset
- 1624–1652: Edward Sackville, 4. hrabia Dorset
- 1652–1677: Richard Sackville, 5. hrabia Dorset
- 1677–1706: Charles Sackville, 6. hrabia Dorset
- 1706–1765: Lionel Cranfield Sackville, 7. hrabia Dorset

Książęta Dorset 1. kreacji (parostwo Wielkiej Brytanii)
- 1720–1765: Lionel Cranfield Sackville, 1. książę Dorset
- 1765–1769: Charles Sackville, 2. książę Dorset
- 1769–1799: John Frederick Sackville, 3. książę Dorset
- 1799–1815: George John Frederick Sackville, 4. książę Dorset
- 1815–1843: Charles Sackville-Germaine, 5. książę Dorset